# Ньяса (провінція)

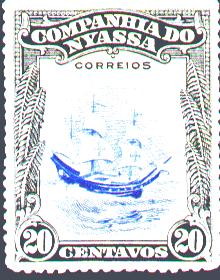
Поштова марка Компанії Ньяса

Ньяса (порт. Niassa) — провінція в Мозамбіку. Площа провінції Ньяса становить 129 056 км². Чисельність населення 1 182 393 чоловік (на 2007). Адміністративний центр — місто Лішинга.

## Географія
Провінція Ньяса розташована в північній частині Мозамбіку. На півночі провінції протікає річка Рувума, по якій проходить державний кордон між Мозамбіком та Танзанією. На заході провінції лежить озеро Ньяса, що відділяє Мозамбік від Малаві. На сході Ньяса межує з провінцією Кабу-Делгаду, на південному сході — з провінціями Нампула і Замбезія.
Провінція Ньяса є найбільш «високолежачою» у Мозамбіку. Вона розташована на висоті близько 700 метрів над рівнем моря (в середньому). Плато Лішинга, що займає приблизно 1/4 частину провінції, знаходиться на висоті в 1500 метрів. Найбільш висока точка Ньяси — гора Джезу висотою в 1836 метрів (у західній частині Ньяси).
На півночі провінції розташований резерват Ньяса Гейм, найбільший природний заповідник Мозамбіку.

## Історія
У першій половині ХХ століття територія провінції Ньяса перебувала у володінні (оренді) англо-португальської Компанії Ньяси.

## Населення
Найбільшу частину населення Ньяси становить народ яо, в переважній кількості проживає в північних і східних її районах. У центрі провінції, місті Лічинга, 40 % населення також відноситься до народу яо. Крім яо, в Ньясі живуть також представники народностей макуа і ньянджа (Малаві).
Ньяса є найбільшою територіально, і в той же час самою малозаселеною провінцією країни. Після здобуття Мозамбіком незалежності в 1975 році його уряд прийняв програму — в цілях розвитку регіону — заселення пустельних земель Ньяси переселенцями з інших районів Мозамбіку, проте здійснення її пройшло безуспішно. Проте населення Ньяси поступово зростає. В 1980 році тут проживало близько 300 тисяч осіб, в 1996 — вже 782 365 осіб.

## Адміністративний поділ
В адміністративному відношенні Ньяса підрозділяється на 15 дистриктів і 4 муніципалітетів.

### Дистрикти
- Cuamba
- Lago
- Lichinga
- Majune
- Mandimba
- Marrupa
- Maúa
- Mavago
- Mecanhelas
- Mecula
- Metarica
- Muembe
- N'gauma
- Nipepe
- Sanga

### Муніципалітети
- Cuamba (cidade)
- Lichinga (cidade)
- Marrupa (vila)
- Metangula (vila)

| Мозамбік | Це незавершена стаття з географії Мозамбіку. Ви можете допомогти проєкту, виправивши або дописавши її. |